# كازوشي ساكورابا
كازوشي ساكورابا (باليابانية: 桜庭 和志؛ مواليد 14 يوليو 1969) هو مصارع محترف ياباني، وفنون قتالية مختلطة ومصارع إخضاع، موقّع حاليًا مع منظمة رايزن للقتال وبرو ريسلينغ نوا، حيث كان سابقًا نصف بطل بطولة التاج العالمية للفرق الثنائية مع تاكاشي سوجيورا. وقد نافس أيضًا في بوروريسو التقليدية لنيو جابان برو ريسلينغ ونافس في مصارعة شوت لاتحاد قوة المصارعة المحترفة الدولية ومملكة مصارعة المحترفين. لقد قاتل في منافسات فنون القتال المختلطة في بطولة القتال النهائي (يو إف سي)، وبطولة برايد فايتنغ، وهيروز ودريم. يُعرف باسم صياد غراسي (بالإنجليزية: Gracie Hunter) أو قاتل غراسي (بالإنجليزية: Gracie Killer) بسبب فوزه على أربعة أعضاء من عائلة غراسي الشهيرة: رويلير غراسي ورينزو غراسي وريان غراسي ورويس غراسي. يشتهر ساكورابا بفوزها على 15 بطلًا من مختلف منظمات الفنون القتالية المختلطة الكبرى؛ وأغلب خصومه كانوا يفوقونه كثيرًا في الوزن.

## سجل فنون القتال المختلطة
| السجل المهني |        |          |
| 46 نزال      | 26 فوز | 17 خسارة |
| ضربة قاضية   | 4      | 10       |
| إخضاع        | 19     | 3        |
| قرار القضاة  | 3      | 4        |
| تعادل        | 1      | 1        |
| بدون قرار    | 2      | 2        |

## سجل تصارع الإخضاع
| السجل المهني |       |         |
| 6 نزال       | 1 فوز | 2 خسارة |
| إخضاع        | 0     | 1       |
| قرار القضاة  | 1     | 1       |
| تعادل        | 3     | 3       |

KO PUNCHES

## فيلموغرافيا
| العام | العنوان  | الدور     | الملاحظات                   |
| ----- | -------- | --------- | --------------------------- |
| 2005  | الخافق   | جينكاكو   |                             |
| 2009  | باتون    | غير معروف | صوت                         |
| 2018  | موتافكاز | الديابلو  | صوت؛ نسخة الدبلجة اليابانية |

## وصلات خارجية
- كازوشي ساكورابا على موقع يو إف سي (الإنجليزية)
- كازوشي ساكورابا على موقع شيردوغ (الإنجليزية)
- كازوشي ساكورابا على موقع Tapology.com (الإنجليزية)
- كازوشي ساكورابا على موقع WrestlingData.com (الإنجليزية)
- كازوشي ساكورابا على موقع CageMatch worker (الإنجليزية)
- كازوشي ساكورابا على موقع IMDb (الإنجليزية)
- كازوشي ساكورابا على موقع قاعدة بيانات الفيلم (الإنجليزية)